# Dillenia monantha
Dillenia monantha Merr. – gatunek rośliny z rodziny flaszowcowatych (Annonaceae Juss.). Występuje naturalnie na Filipinach. 

## Morfologia
PokrójZimozielone drzewo dorastające do 17 m wysokości.
LiścieMają kształt od podłużnie eliptycznego do lancetowatego. Mierzą 8–14 cm długości oraz 2–7 cm szerokości. Są prawie skórzaste. Nasada liścia jest rozwarta. Blaszka liściowa jest lekko ząbkowana na brzegu, o wierzchołku od tępego do ostrego. Ogonek liściowy jest skrzydlaty i dorasta do 5–25 mm długości.
KwiatySą pojedyncze, rozwijają się w kątach pędów. Działki kielicha mają odwrotnie jajowaty kształt i dorastają do 15–22 mm długości. Płatki mają żółtą barwę i osiągają do 50 mm długości. Kwiaty mają 4–5 owocolistków.

## Biologia i ekologia
Rośnie w widnych lasach oraz na sawannach, na terenach nizinnych.